# Renacimiento (Guerrero)
Renacimiento es una localidad del estado mexicano de Guerrero. Es parte del municipio de Xochistlahuaca.

## Demografía
| Censo | Población |
| ----- | --------- |
| 2000  | 1 188     |
| 2010  | 1 290     |
| 2020  | 1 340     |